# Denny’s
Denny’s – amerykańska sieć restauracji, założona w 1953 roku, z siedzibą w Spartanburgu, w Karolinie Południowej.
Restauracje sieci Denny’s otwarte są przez całą dobę i serwują śniadania, lunche, dania obiadowe oraz desery. W odróżnieniu od większości sieci gastronomicznych restauracje Denny’s otwarte są również w nocy i, jeżeli nie zabrania tego lokalne prawo, święta. Znaczna część restauracji znajduje się w pobliżu autostrad, w punktach serwisowych i przy zjazdach.
W 2015 roku do sieci Denny’s należało 1710 obiektów gastronomicznych, w tym 1546 franczyzowych. 1599 obiektów znajdowało się w Stanach Zjednoczonych, 70 w Kanadzie a pozostałych 41 w innych krajach, głównie na terenie Ameryki Środkowej. Wielkość obrotów w 2015 roku wyniosła 491,3 mln USD, a zysk operacyjny 63,2 mln USD.
Denny’s znalazło się wśród 10 najlepszych systemów franczyzowych w rankingu magazynu Entrepreneur z 2016 roku. Przedsiębiorstwo jest notowane na giełdzie NASDAQ (symbol: DENN).